# Zakariás Mária
Zakariás Mária (Budapest, 1952. december 28. – ) olimpiai bronz- és világbajnoki ezüstérmes kajakozó.

## Pályafutása
1966-ban kezdett el kajakozni az Újpesti Dózsában. Az 1973-as kajak-kenu világbajnokságon ezüstérmet szerzett K4 500 méteren. Az 1980-as moszkvai olimpia K2 500 méteren ezüstérmet szerzett Rakusz Éva párjaként. Párosban és négyesben tizenhatszor volt magyar bajnok. 1981-ben Rakusz Éva mellett őt választották meg az év magyar női kajakozójának. 1981-ben hagyott fel a profi pályafutásával, egészen 2013-as nyugdíjba vonulásáig testnevelő- és angoltanárként foglalkozott. Férje Giczy Csaba, olimpiai ezüstérmes és háromszoros világbajnok kajakozó.